# The New Power Generation
La New Power Generation, o abbreviato NPG, fu la band di supporto del musicista statunitense Prince dal 1990 al 2013. La band debuttò nell'album Diamonds and Pearls del 1991. Il nome deriva da una canzone dell'album Graffiti Bridge del 1990, era comunque già menzionato nella frase "Welcome to the new power generation" tratta dalla titletrack di Lovesexy del 1988.

## Storia del gruppo
Quando nel 1993 Prince litigò con la Warner Bros. e cambiò il suo pseudonimo nell'impronunciabile simbolo O(+>, la NPG divenne un progetto dell'artista.
L'album di debutto della band Goldnigga, pubblicato nel 1993, vedeva la collaborazione di Tony M. come cantante e rapper principale. Il disco è difatti molto rap. Prince partecipò molto nella realizzazione dell'album sia nella scrittura dei testi che della musica, addirittura canta come seconda-voce in due canzoni, "Black M.F. in the House" e "Johnny".

## Formazione
La NPG ha cambiato nel corso degli anni molti componenti del gruppo

### Formazione attuale
- Basso elettrico
  - Andrew Gouche (2013-...)
  - Ida Nielsen (2010-...)
- Tastiere
  - Cassandra O'Neal
- Percussioni/Batteria
  - John Blackwell (2000-2004, 2009-...)
  - Hannah Ford (2012-...)
- Tromba
  - Hornheadz (1992–... non sempre presente) conosciuto anche come NPG Hornz)
- Voce
  - Elisa Fiorillo (2009-...)
  - Shelby J. (2006-...)
  - Liv Warfield (2009-...)
- Chitarra
  - Donna Grantis (2012-...)

## Discografia
La seguente discografia include gli album accreditati alla band considerata come "entità-separata" da Prince come solista.
- 1990 - Graffiti Bridge (con membri della band ancora non formata nella canzone "New Power Generation")
- 1991 - Diamonds and Pearls (di Prince and the New Power Generation)
- 1992 - Love Symbol Album (di Prince and the New Power Generation)
- 1993 - Goldnigga
- 1995 - Exodus (Prince appare in una canzone come cantante ed in tutto il disco con il nome di Tora Tora)
- 1996 - Girl 6 (con "Count the Days" dall'album precedente, nella titletrack voce di Prince)
- 1998 - Newpower Soul
- 2004 - The Chocolate Invasion (la NPG appare in "Gamillah")
- 2004 - The Slaughterhouse (la NPG appare in "Peace", "2045: Radical Man" e "The Daisy Chain")
- 2006 - 3121 (la NPG appare marginalmente in "Lolita")